# 髙木朋弥
髙木 朋弥（たかぎ ともや、7月22日 - ）は、日本の元男性声優。群馬県出身。現在は しゃむおん 名義で歌い手を復帰し自分のペースで活動している。

## 経歴
2023年12月31日、所属事務所の公式サイトにて声優業を廃業することを発表。

## 人物
趣味は、ボルダリング。 
特技は、ボルダリング。ブラウン管タイプのテレビの電源がついているか、ある程度離れた位置からでもわかる。

## 出演
太字はメインキャラクター。

### テレビアニメ
- 可愛ければ変態でも好きになってくれますか?（2019年、生徒たち、ゾンビB、男B、男F）
- カードファイト!! ヴァンガード（2019年、フロアリーダーB）
- 文豪とアルケミスト 〜審判ノ歯車〜（2020年、アツシ）
- 宇崎ちゃんは遊びたい!（2020年 - 2022年、榊逸仁[3] 他） - 2シリーズ[一覧 1]
- リアデイルの大地にて（2022年、ケイリック[4]）
- このヒーラー、めんどくさい（2022年、ゴースト、冒険者①、ゾンビ）

### ゲーム
2017年
- テリア・サーガ（レオ、ケメット）
- 塔亰Clanpool（ガジェッティア技術職員、政痕研究所職員、自警隊員D）
- 麻雀 闘牌コロシアム（レックス、ビジュラ）

2018年
- Caligula Overdose -カリギュラ オーバードーズ-

2019年
- 三国烈覇（黄忠）
- SPEED WITCH BATTLE 白の魔女と五つの希望（ウーヴェリク、ロドリゴ）

時期未定
- 東京ディバンカー（栄）

### ドラマCD
- ツキウタ。キャラクターCD・4thシーズン5 卯月新「Story of colors」（スタッフ）
- FABULOUS NIGHT（2021年、Keith[9]）

### デジタルコミック
- 25歳処女、7歳年下の男子高校生と同棲します!?（2019年、河本[10]）
- 村人ですが何か?（2019年、ドラゴン）
- すべての人類を破壊する。それらは再生できない。（2019年、常連客 他）
- ヤンキー君と白杖ガール（2020年）[11]
- しめるちゃんはつきまといたい（2020年、友人 他）

### オーディオドラマ
- 異世界で孤児院を開いたけど、なぜか誰一人巣立とうとしない件（2018年、マサツグ）
- 探偵くんと鋭い山田さん 俺を挟んで両隣の双子姉妹が勝手に推理してくる（2020年、戸村和[12]）

### オーディオブック
- かがみの孤城（2019年、伊田先生）

### 舞台
- Allen suwaru Lab第５回公演『サグル。』 ゲスト出演
- 朗読劇『コミンカフェ・リヴァージュには俺様猫がいる。』（俺様猫）
- ゲキジョウ！公演「流星RYDERS〜文豪朗読〜」（2019年12月7日-12月8日、nakano f）(ジョバンニ・怪人二十面相)

## ディスコグラフィ

### キャラクターソング
| 発売日        | 商品名                                                          | 歌                                                               | 楽曲                                                                  | 備考                                         |
| ------------- | --------------------------------------------------------------- | ---------------------------------------------------------------- | --------------------------------------------------------------------- | -------------------------------------------- |
| 2021年5月26日 | ファビュラスナイト Host-Song Reservation -Crimson- ヴェンデッタ | 緋野天魔（小野賢章）、Keith（髙木朋弥）、統夜（八代拓）          | 「RODEO feat. CLUB VENDETTA」 「シャンパンコール 〜ヴェンデッタ篇〜」 | 『ファビュラスナイト』関連曲                 |
| 2021年11月3日 | 宇崎ちゃんは遊びたい！ サウンドこれくしょん                     | 亜細亜実（竹達彩奈）、榊󠄀逸仁（髙木朋弥）、亜細亜紀彦（秋元羊介） | 「Enjoy!カフェごはん」                                                | テレビアニメ『宇崎ちゃんは遊びたい！』関連曲 |

### シリーズ一覧
1. ↑  第1期（2020年）、第2期『ω』（2022年）